# Prima Categoria (1909/1910)
Prima Categoria 1909/1910 (z wł. Pierwsza Kategoria) – 13. edycja najwyższej w hierarchii klasy mistrzostw Włoch w piłce nożnej, organizowanych przez FIGC, które odbyły się od 7 listopada 1909 do 24 kwietnia 1910. Mistrzem został Internazionale, zdobywając swój pierwszy tytuł.

## Organizacja
Liczba uczestników została po raz pierwszy niezmieniona - 9 drużyn. Po raz pierwszy rozegrano systemem jesień-wiosna oraz rozgrywki odbyły się w pojedynczej grupie systemem ligowym. Zwycięzca Federalnych Mistrzostw Pierwszej Kategorii (wł. Campionato Federale di Prima Categoria) został oficjalnym mistrzem Włoch uznawanym przez FIGC. Zwycięzca równoległych Mistrzostw Włoch Pierwszej Kategorii (wł. Campionato Italiano di Prima Categoria) otrzymał tytuł nieoficjalnego "mistrza Włoch".
W równoległych Mistrzostwach Włoch Pierwszej Kategorii, w których grali jedynie gracze z obywatelstwem włoskim wzięło udział 4 kluby (Andrea Doria Ausonia, Milanese, Pro Vercelli-mistrz).

## Kluby startujące w sezonie
| Klub           | Miasto   | Region    |
| -------------- | -------- | --------- |
| Andrea Doria   | Genua    | Liguria   |
| Ausonia        | Mediolan | Lombardia |
| Genoa          | Genua    | Liguria   |
| Internazionale | Mediolan | Lombardia |
| Juventus       | Turyn    | Piemont   |
| Milan          | Mediolan | Lombardia |
| Milanese       | Mediolan | Lombardia |
| Pro Vercelli   | Vercelli | Piemont   |
| Torino         | Turyn    | Piemont   |

## Tabela
| Lp. | Drużyna        | M  | Mecze | Mecze | Mecze | Bramki | Bramki | Bramki | Pkt | Uwagi  |
| Lp. | Drużyna        | M  | W     | R     | P     | +      | −      | +/−    | Pkt | Uwagi  |
| --- | -------------- | -- | ----- | ----- | ----- | ------ | ------ | ------ | --- | ------ |
| 1.  | Inter Mediolan | 16 | 12    | 1     | 3     | 55     | 26     | +29    | 25  | Baraże |
| 1.  | Pro Vercelli   | 16 | 12    | 1     | 3     | 46     | 15     | +31    | 25  | Baraże |
| 3.  | Juventus       | 16 | 8     | 2     | 6     | 28     | 19     | +9     | 18  |        |
| 4.  | Torino         | 16 | 8     | 1     | 7     | 43     | 30     | +13    | 17  |        |
| 4.  | Genoa          | 18 | 7     | 3     | 8     | 29     | 23     | +6     | 17  |        |
| 6.  | Milan          | 16 | 6     | 1     | 9     | 23     | 36     | −13    | 13  |        |
| 6.  | Milanese       | 16 | 6     | 1     | 9     | 35     | 53     | −18    | 13  |        |
| 8.  | Andrea Doria   | 16 | 5     | 1     | 10    | 18     | 39     | −21    | 11  |        |
| 9.  | Ausonia        | 16 | 0     | 5     | 11    | 16     | 52     | −36    | 5   | Spadek |

## Wyniki
| Gospodarz \ Gość | ADO  | AUS  | GEN | INT | JUV  | MIL | PVE | TOR | USM  |
| Andrea Doria     |      | 3:0  | 3:0 | 1:3 | 0:1  | 1:7 | 2:0 | 3:1 | 4:2  |
| Ausonia          | 0:0  |      | 3:3 | 2:6 | 2:2  | 2:2 | 0:4 | 0:2 | 1:4  |
| Genoa            | 3:1  | 6:2  |     | 4:0 | 2:02 | 0:1 | 1:2 | 0:0 | 3:3  |
| Inter Mediolan   | 5:0  | 2:2  | 2:0 |     | 1:0  | 5:1 | 1:4 | 7:2 | 7:2  |
| Juventus         | 4:0  | 6:0  | 0:2 | 2:0 |      | 5:3 | 0:0 | 3:0 | 1:2  |
| Milan            | 2:02 | 2:1  | 1:0 | 0:5 | 0:1  |     | 0:3 | 0:1 | 1:0  |
| Pro Vercelli     | 1:0  | 3:0  | 5:2 | 1:2 | 4:0  | 4:0 |     | 0:1 | 5:1  |
| Torino           | 5:0  | 2:02 | 0:2 | 3:4 | 3:1  | 6:2 | 2:4 |     | 13:1 |
| Milanese         | 5:0  | 5:1  | 0:1 | 2:5 | 0:2  | 2:1 | 3:6 | 3:2 |      |

Objaśnienia:
1Drużyna gospodarzy jest wymieniona po lewej stronie tabeli.
2Walkower.
Kolory: zielony – zwycięstwo gospodarzy, żółty – remis, różowy – zwycięstwo gości.

## Baraż o mistrzostwo
Pro Vercelli – Internazionale 3:10
24 kwietnia 1910, Vercelli.
Strzelcy bramek
Dla Pro Vercelli:
Tacchini, Zorzoli, Carlo Rampini I 
Dla Internazionale:
Engler (4) Fossati I (2), Peyer, Peterlj, Shuler
Internazionale został mistrzem Włoch. Baraż rozegrał w składzie: Campelli, Fronte, Zoller, Yenni, Fossati I, Stebler, Capra, Peyer, Peterlj, Aebi, Shuler, Engler.